# Victim of the New Disease
Victim of the new Disease är det amerikanska metalcorebandet All That Remains nionde studioalbum. Det släpptes i november 2018 på skivbolaget Razor & Tie och var bandets sista på detta bolag. Albumet gavs även ut i Japan.
Skivan producerades av Daniel Laskiewicz (ex-The Acacia Strain) och mixades och mastrades av Josh Wilbur.
Victim of the New Disease var bandets sista album med basisten Aaron Patrick och trummisen Jason Costa som lämnade bandet 2021 respektive 2023. Det var också gitarristen Oli Herberts sista skiva med All That Remains. Herbert hittades död under mystiska omständigheter i oktober 2018, bara några veckor innan skivan släpptes.
Skivan gästades av Danny Worsnop (Asking Alexandria). En textvideo släpptes till låten "Fuck Love".

## Låtlista
1. "Fuck Love" – 2:58
2. "Everything's Wrong" – 4:10
3. "Blood I Spill" – 3:39
4. "Wasteland" – 4:50
5. "Alone in the Darkness" – 3:29
6. "Misery in Me" – 4:10
7. "Broken" – 3:22
8. "Just Tell Me Something" – 4:55
9. "I Meant What I Said" – 4:31
10. "Victim of the New Disease" – 2:57

## Medverkande
Musiker
- Philip Labonte – sång
- Mike Martin – gitarr
- Oli Herbert – gitarr
- Aaron Patrick – basgitarr
- Jason Costa – trummor

Bidragande musiker
- Danny Worsnop – sång

Produktion
- Daniel Laskiewicz – producent
- Jim Fogarty – inspelningstekniker
- Josh Wilbur – mixning, mastering
- Sage LaMonica – art direction, layout
- Karl Pfeiffer – omslagskonst, foto